# 科內特城堡
科內特城堡（Castle Cornet）是英國王室屬地根西的一座大型島嶼城堡。這裡最初的城堡修建於1206年至1256年。科內特城堡在1938年3月26日被列入保護紀念建築

## 外部連結
- A Short History of Castle Cornet
- The Noon Day Gun （页面存档备份，存于）

49°27′10.79″N 2°31′34.8″W / 49.4529972°N 2.526333°W